# Derek Ryan (Squashspieler)
Derek Ryan (* 10. Dezember 1969 in Dublin) ist ein ehemaliger irischer Squashspieler. 

## Karriere
Derek Ryan begann seine professionelle Karriere in der Saison 1993 und war bis 2002 auf der PSA World Tour aktiv. In dieser Zeit gewann er sechs Titel. Seine höchste Platzierung in der Weltrangliste erreichte er mit Rang sieben im Juli 1999. Seinen ersten großen Erfolg feierte er 1997 in Lahti mit dem Gewinn der Silbermedaille bei den World Games. Im Finale unterlag er gegen Ahmed Barada. Für die irische Nationalmannschaft absolvierte Derek Ryan mehr als 200 Einsätze, unter anderem bei den Mannschaftsweltmeisterschaften 1999, 2001, 2003, 2007, 2009, 2011 und 2013. National war Derek Ryan lange Jahre die Nummer eins und ist neunfacher irischer Landesmeister.
Derek Ryan absolvierte ein Studium der Physiotherapie an der University of Salford. Seit seinem Karriereende als Squashprofi arbeitet er als Physiotherapeut in seiner Geburtsstadt Dublin sowie auf der World Tour.

## Erfolge
- Gewonnene PSA-Titel: 6
- World Games: 1 × Silber (1997)
- Irischer Meister: 9 Titel